# Tokyo University of the Arts

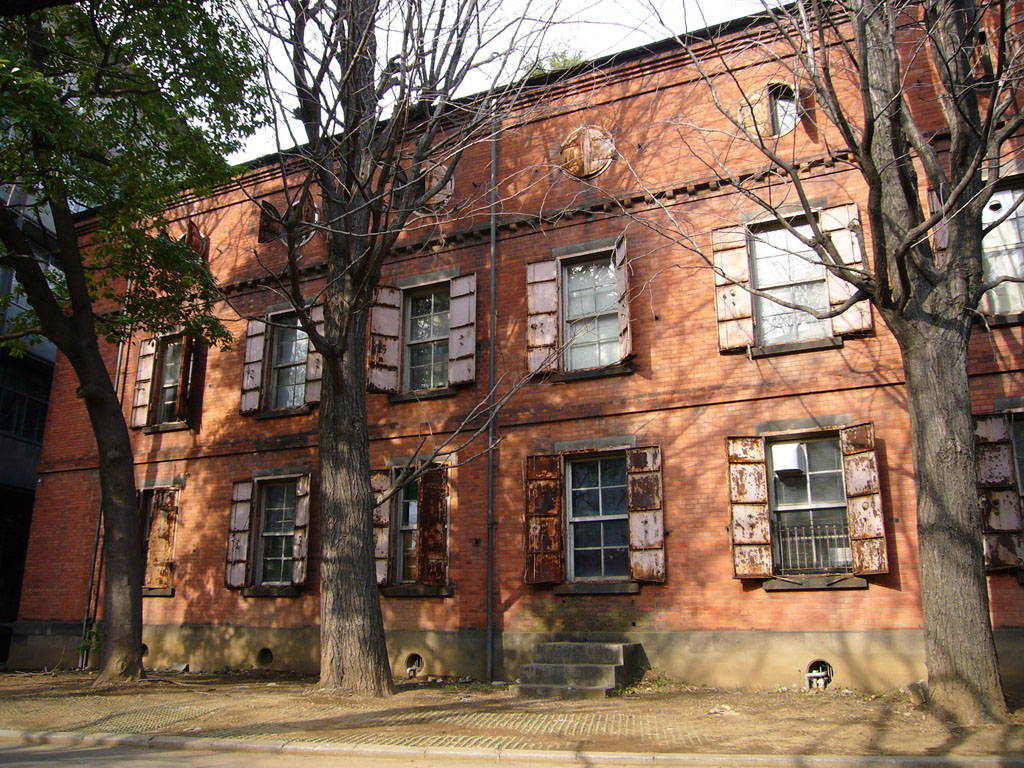
Tōkyō Geijutsu Daigaku (Tokyo University of the Arts)

Tokyo University of the Arts (Tokiose hogeschool voor de kunsten, Japans: 東京藝術大学 Tōkyō Geijutsu Daigaku) of Geidai (芸大) is in 1949 ontstaan door de samenvoeging van de Tokiose Academie voor Schone Kunsten en de Tokiose Muziekacademie, die beide in 1887 opgericht waren. Aanvankelijk werden alleen mannelijke studenten tot deze twee instellingen toegelaten, maar sinds 1946 waren ook vrouwen er welkom. De hoofdzetel van de hogeschool is gevestigd in het Uenopark in Tokio, andere locaties zijn Toride (Ibaraki), Yokohama (Kanagawa) en Senju (Adachi, Tokio). De hogeschool beschikt over twee studentenhuizen, een voor Japanse studenten in Nerima (Tokio) en een voor buitenlandse studenten in Matsudo.
De hogeschool is een van de oudste en befaamdste instellingen voor kunstonderwijs in Japan.
De hogeschool heeft een eigen museum voor kunst in het Uenopark.

## Beroemde docenten en studenten
- Ryotaro Abe (componist, muziekdocent)
- Yoshitoshi ABe (grafisch kunstenaar)
- Toshio Akiyama (componist, muziekdocent, dirigent)
- Hiroshi Aoshima (componist, muziekdocent, dirigent)
- Reiko Arima (componist)
- Ikuma Dan (componist, dirigent)
- Masao Endo
- Tsuguharu Foujita (schilder, graficus)
- Gemba Fujita (componist, muziekdocent, dirigent)
- Taro Hakase (violist, componist)
- Kunihiko Hashimoto
- Kaii Higashiyama (schilder)
- Ikuo Hirayama (schilder)
- Takekuni Hirayoshi (componist, muziekdocent)
- Ryohei Hirose (componist, muziekdocent)
- Hiroshi Hoshina (componist, muziekdocent, dirigent)
- Eric Van Hove (kunstenaar, dichter)
- David Howell (dirigent)
- Akira Ifukube (violist, componist)
- Sei Ikeno
- Tomojiro Ikenouchi
- Yujiro Ikeuchi
- Yasuhide Ito (componist, muziekdocent, dirigent, pianist)
- Hiroyuki Iwaki (dirigent, percussionist)
- Bin Kaneda (componist, muziekdocent)
- Choji Kaneta (componist, muziekdocent)
- Kiyo Kawakami
- Masaru Kawasaki (componist, fluitist, muziekdocent, dirigent)
- Takeshi Kitano (o.a. regisseur, acteur, schrijver, schilder)
- Soichi Konagaya (componist, dirigent, slagwerker)
- Jo Kondo (componist)
- Kazuhiko Koyama (componist, muziekdocent, dirigent)

- Kiyoshi Kurosawa (regisseur, scenarioschrijver)
- Michio Mamiya (componist, muziekdocent)
- Yoshio Mamiya
- Takashi Murakami (kunstenaar)
- Toshiro Mayuzumi (componist)
- Yu Nagayama (organist)
- Saburo Moroi
- Norio Ohga (oud-directeur van Sony, zanger, dirigent)
- Kiyoshi Oishi
- Taro Okamoto (kunstenaar)
- Jyun Otsuka
- Seiji Sagawa (dirigent, klarinettist)
- Toshihiko Sahashi (componist)
- Ryuichi Sakamoto (musicus, componist, acteur)
- Makoto Shinohara (componist, muziekdocent)
- Eiji Suzuki (componist)
- Rentaro Taki (componist)
- Yoshi Takahashi (schilder, graficus)
- Fumio Tamura (componist, muziekdocent, dirigent)
- Hiroshi Teshigahara (filmmaker)
- Akira Toda (componist, dirigent, eufoniumspeler)
- Yuzo Toyama (componist, dirigent)
- Noboru Toyomasu
- Kenjiro Urata (componist, muziekdocent)
- Akeo Watanabe
- Urato Watanabe (componist, muziekdocent, dirigent)
- Kurt Woess
- Kosaku Yamada (componist, dirigent)
- Naotada Yamano
- Akio Yashiro (componist, muziekdocent)
- Kazuko Yasukawa
- Taikan Yokoyama (schilder)

- Kiyotaka Izumi (pianist)